# ماد ماكس: فيوري رود
«ماد ماكس: فيوري رود» (بالإنجليزية: Mad Max: Fury Road)؛ وتعني بالعربية «ماكس المجنون: طريق الغضب»، هو فيلم حركة وما بعد الكارثة أسترالي، من إخراج وإنتاج جورج ميلر والذي شارك أيضاً في كتابته. الفيلم هو الجزء الرابع ضمن سلسلة ماكس المجنون وأول فيلم في السلسة منذ 30 سنة، من بطولة توم هاردي والذي أدى دور «ماكس روكاتانسكي»، يُعَد أول فيلم في السلسلة بدون ميل غيبسون في الدور الرئيسي. الفيلم أيضاً من بطولة تشارليز ثيرون ونيكولاس هولت.
حظي الفيلم بعرضه الأول في 7 مايو عند مسرح تي أل سي الصيني في هوليوود، وبدء عرضه حول العالم في 14 مايو 2015. تلقى الفيلم إشادة كبيرة من النقاد، الذين مدحوا التمثيل والسيناريو ومشاهد الحركة والمجازفات والإخراج.
وقد حصل الفيلم على جائزة أفضل فيلم لعام 2015.

## القصة

### ملخص القصة
تقع في صحراء واسعة يسيطر عليها العصابات، لكن مجموعة من المتمردين يحاولون إرجاع النظام لها بمساعدة شخص قليل الكلام ماكس «المجنون» روكاتانسكي.

### القصة كاملة
نتيجة للحروب وتضاؤل الموارد، تنهار الحضارات الإنسانية ويتحول العالم إلى صحراء قاحلة كبيرة. يظهر في المشهد الأول أحد الناجين من الحروب وهو «ماكس روكاتانسكي»، ماكس شخص قوي البنية لكن لديه مشاكل مثل سماع أصوات غريبة ورؤية الموتى، يتم أسره من قبل أبناء الحروب، وهو جيش جو المستبد، يتم نقله إلى قلعة جو. يُسجن ماكس ويستخدم كـ«كيس دم» لصبي حرب مريض يُدعى ناكس. في هذه الأثناء، يتم إرسال مساعدة جو والذراع الأيمن له «إيمبرتور فوريوسا» لجمع البنزين والذخيرة، تذهب في شاحنة حرب المدرعة. لكن أثناء الطريق تغير مسارها فجأة، يدرك الملك جو حينها أن مساعدته خطط لتهريب زوجاته الخمس. يقود جو جيشه في مطاردة فوريوسا، وطلب المساعدة من مدينة الغاز القريبين ومزرعة الرصاص.
ينضم نامس إلى المطاردة ومامس مربوطًا بسيارته، وتتبع ذلك معركة بين ريج وجو. تقود فيوريسا شاحنتها إلى عاصفة رملية، متهربة من مطارديها، لكن ناكس يحاول التضحية بنفسه لتدمير عربتها. تنقلب السيارة في العاصفة وتتحطم، يهرب ماكس ويقيد ناكس. بعد العاصفة، يجد ماكس فيوريسا تصلح شاحنتها برفقة الزوجات: كابابل وتشيدو وتوست وداغ وسبلينديد، سلبينديد حامل في طفل جو. يسرق ماكس الشاحنة، ويوافق على المضي بفيوريسا والزوجات، بعد أن أظهرت فيوريسا أنها الوحيدة التي تعرف التركيبة الصحيحة لتجاوز مفاتيح الخاصة بـ شاحنتها «ريغ». يتسلق ناكس على منصة ريغ بينما يغادر ويحاول قتل فيوريسا، ولكن يتم التغلب عليه وإلقائه بعيدًا، حيث يلتقطه جيش جو.
تقود فيوريسا عبر عصابة راكبي الدراجات النارية - وتسيطر على المعبر، بعد أن قامت بصفقة للمرور بشكل آمن، ومع ذلك، تنقلب العصابة عليها عندما ترى جيش جو يصل، مما يجبرها هي والمجموعة على الفرار، بينما يقوم السائقون بتفجير جدران الوادي لمنع جو. يقاتل ماكس وفوريوسا راكبي الدراجات النارية بينما تخترق سيارة جو الحصار. يلحق جو بالشاحنة ريغ، مما يسمح لـ ناكس بالصعود بقصد مهاجمة فيوريسا مرة أخرى؛ لكن يفشل مرة أخرى، فيشعر الملك بخيبة أمل. أثناء هروب الشاحنة ريغ، تسقط الملكة سبلينديد أنغراد في محاولتها لمساعدة ماكس وتدهسها سيارة جو. تشرح فيوريسا لماكس أنهم يفرون إلى «مكان أخضر»، وهو أرض خضراء بها أشجار تتذكرها منذ طفولتها. تجدالملكة كابابل ناكس مختبئًا في الشاحنة، وتواسيه وهو في حالة سيئة. في تلك الليلة، تعلق شاحنة ريغ في الوحل. تقوم فيوريسا وماكس بإبطاء قوات جو بالألغام، لكن حليف ذو مزرعة الرصاص (حليف جو) يواصل السعي ويقوم بإطلاق المار عليهم. يساعد ناكس ماكس في تحرير شاحنة ريغ بينما تطلق فيوريسا النار على حليف جو. يغادر ماكس يغادر لمواجهة رصاصة فارمر ورجاله، ويظهر بعدها مغطى بالدماء عائدًا بالبنادق والذخيرة.
يقودون الحفارة الحربية طوال الليل عبر المستنقعات والصحراء، ويصادفون امرأة عارية في اليوم التالي. يشتبه ماكس في وجود فخ، على الرغم من أن فيوريسا تقترب من المرأة، فتتذكر تاريخها وانتمائها إلى العشيرة. تستدعي المرأة عشيرتها، وتأتي حينها فوفاليني والتي تتعرف على فوريوسا كواحدة من أفرادها الذين تم اختطافهم عندما كانوا أطفال. تشعر فيوريسا بالدمار عندما تعلم أن المستنقعات التي مروا بها كانت بالفعل هي المكان الأخضر، وهو الآن غير صالح للسكن، ثم تخطط المجموعة للركوب عبر َالمسطحات الملحية على أمل العثور على منزل جديد. اختار ماكس البقاء في الخلف، ولكن بعد رؤية رؤى الطفل الذي فشل في إنقاذه، أقنعهم بالعودة إلى القلعة، فهي الآن غير محمية، وتحتوي على مياه وافرة ومساحات خضراء.
تتجه المجموعة نحو القلعة وتشتبك مع قوات جو في معركة نارية، قُتِل فيها العديد من قوات جو وأُصيبت فوريوسا بجروح خطيرة. يضع جو سيارته أمام شاحنة ريغ لإبطائها، بينما يحارب ماكس ريكتاس الضخم ابن جو. يلتقط جو توست، والتي تنجح في تشتيت انتباهه لفترة كافية لقتله. تنتقل الملكات وفيوريسا بالإضافة إلى ماكس إلى سيارة جو، ويضحي ناكس بنفسه من خلال تدمير شاحنة ريغ ويقتل ريكتاس ويسد الوادي أما الجيش، مما يسمح للمجموعة بالهروب في سيارة جو. ينقل ماكس دمه إلى فيوريسا لإنقاذ حياتها.
يأتي مشهد النهاية في القلعة، يبتهج الناس عندما علموا بوفاة جو، ويتم ترحيب فيوريسا والزوجات من قبل الحشد ومن قبل فتيان الحرب المتبقين. ينظر ماكس وفيوريسا إلى بعضهما البعض بلمحة سريعة قبل أن يغادر ماكس القلعة.

## طاقم التمثيل
- توم هاردي بدور «ماكس روكاتانسكي».
- تشارليز ثيرون بدور «إيمبرتور فيريوسا».
- نيكولاس هولت بدور «نكس».
- هيو كييس-بيرن بدور «جو العظيم».
- روزي هنتنغتون وايتلي بدور «سبلبنديد أنغراد».
- ناثان جونز بدور «ريكتوس».
- ريلي كيو بدور «كابابل».
- زوي كرافيتز بدور «توست ذا نوينغ».
- آبي لي بدور «داغ».
- كورتني إيتون بدور «شيدو».
- جوش هلمان بدور «سليت».
- جون هوارد بدور «الآكل».
- ريتشارد كارتر بدور "The Bullet Farmer".
- أنجوس سامبسون بدور الميكانيكي.
- ايوتا بدور «دوف».
- ميغان غيل بدور «فالكيري».
- ميليسا جافير بدور حارسة البذور.
- ميليتا جوريسيك، وجيليان جونز، وجوي سميثرز، وأنطوانيت كيليرمان، وكريستينا كوخ بدور فوفاليني.
- كوينتين كينيهان بدور كوربوس.
- كوكو جاك جيليس بدور الطفل.
- كريس باتون بدور مورسوف.

### إنتاج
واجهت خطط إنتاج الفيلم الرابع في سلسلة ماد ماكس عدة صعوبات مالية وقد قضى المشروع عدة سنوات في «جحيم التطور». في عام 1995، استعاد جورج ميلر حقوق أفلام ماد ماكس المستقبلية من وارنر بروس. وخطرت فكرة الفيلم الرابع لميلر في أغسطس 1998 عندما كان يسير في تقاطع في لوس أنجلوس. وبعد حوالي عام، أثناء سفر ميلر من لوس أنجلوس إلى أستراليا، اكتملت تفاصيل الفكرة في رأسه. تخيل ميلر أمرًا مختلفًا حيث «لم يكن اللصوص العنيفون يقاتلون، من أجل النفط أو من أجل السلع المادية، ولكنهم كانوا يقاتلون من أجل البشر». كان من المقرر تصوير الفيلم في عام 2001 من طرف شركة توينتيث سينشوري فوكس، ولكن تم تأجيله بسبب هجمات 11 سبتمبر في نفس العام. وقال ميلر: «انهار الدولار الأمريكي مقابل الدولار الأسترالي، وتضخمت ميزانيتنا»، مضيفًا أنه «كان عليه الانتقال إلى فيلم الرسوم المتحركة الأقدام المرحة لأنه كان هناك أمل بنجاحه». لن يعود ميل جيبسون، الذي لعب دور البطولة في الأفلام الثلاثة السابقة الأصلية، إلى دوره كشخصية رائدة. انتهى ميلر بإعادة تجارب أداء الدور بسبب الخلافات والنقاشات التي أثيرت حول تمثيل جبسون ولأنه أراد أن يظل ماكس في سن أصغر، باعتباره «المحارب المعاصر نفسه». أعلن ميلر في عام 2003 أنه تمت كتابة سيناريو لفيلم رابع، وأن مرحلة ما قبل الإنتاج كانت في أيامها الأولى. تم السماح لطاقم العمل ببدء التصوير في الصحراء الأسترالية في مايو 2003 بميزانية قدرها 100 مليون دولار أمريكي، لكن الموقع دمره هطول الأمطار. دخل ماد ماكس 4 في فجوة في ضوء المخاوف الأمنية المتعلقة بتصويره الناميبي بسبب قيود السفر والشحن المشددة في بداية حرب العراق.
في تشرين الثاني (نوفمبر) 2006، صرح ميلر أنه ينوي صنع فيلم طريق الغضب وأن الفيلم لن يشهد عودة جيبسون: «هناك أمل حقيقي لفيلم رائع. آخر شيء أردت القيام به هو ماد ماكس آخر، لكن هذا السيناريو أتى لوحده وقد انجرفت معه بالتأكيد». تمت كتابة سيناريو الفيلم بالاشتراك مع المبدع الكوميدي البريطاني بريندان مكارثي، الذي صمم أيضًا العديد من الشخصيات والمركبات الجديدة. أكد ميلر مرة أخرى عزمه على صنع ماد ماكس آخر في مبادرة صانع أفلام أرورا لعام 2007. وذكر أنه يعتقد أن جيبسون لن يهتم بالفيلم بسبب عمره. وبحسب ما ورد تم اعتبار هيث ليدجر في مقدمة الممثلين المحتملين للدور قبل وفاته في عام 2008. في 5 مارس 2009، أُعلن أن فيلمًا طويلًا متحركًا مصنفًا في فئة آر - ريستريكتد كان في مرحلة ما قبل الإنتاج وو سيستلهم هذا الفيلم العديد من الأشياء من طريق الغضب، على الرغم من أن جيبسون لن يكون في الفيلم وأن ميلر يبحث عن «طريق مختلف»، «نهضة» للامتياز. استشهد ميلر بالمخرج أكيرا كوروساوا كمصدر إلهام لما أراد أن يفعله بالتحديد. كان ميلر أيضًا يطور لعبة فيديو مرتبطة بالحركة والمغامرة تعتمد على الفيلم الرابع، بمساعدة مصمم ألعاب الفيديو كوري بارلوغ. كان من المتوقع أن يستغرق كلا المشروعين عامين إلى عامين ونصف، وفقًا لميلر، مع تاريخ إصدار إما 2011 أو 2012. كان من المقرر إنتاج طريق الغضب في در.د ستيديوس، وهي استوديوهات فنية رقمية تأسست في 2008 بواسطة ميلر ودوغ ميتشل.
في 18 مايو 2009، تم الإبلاغ عن أن استكشاف موقع فيلم ماد ماكس كان جاريًا. بعد التفكير في إمكانية صنعفيلم رسوم متحركة، قرر ميلر بدلاً من ذلك تصوير فيلم حركة حية. بحلول هذا الوقت، انتقل الإنتاج إلى شركة وارنر بروس. في أكتوبر 2009، أعلن ميلر أن التصوير الرئيسي لطريق الغضب سيبدأ في بروكن هيل، نيو ساوث ويلز في أغسطس 2010. في الشهر نفسه، كان الممثل البريطاني توم هاردي في مفاوضات للقيام بالدور الرائد لـماكس، بينما أُعلن أيضًا أن تشارليز ثيرون ستلعب دورًا رئيسيًا في الفيلم. في يونيو 2010، أعلن هاردي في البرنامج التلفزيوني ليلة الجمعة مع جوناثان روس أنه سيلعب دور البطولة. في يوليو 2010، أعلن ميلر عن خطط لتصوير فيلمين متتاليين من أفلام ماد ماكس، بعنوان ماد ماكس: طريق الغضب وماد ماكس;فوريوزا. شاركت شركة ويتا ديجيتال في الأصل في الفيلم عندما كان من المقرر عرضه في عام 2012. كان من المقرر أن تتعامل الشركة مع التأثيرات المرئية والتصميمات المفاهيمية وتأثيرات الماكياج المتخصصة وتصميمات الأزياء حتى تم تأجيل تاريخ بدء الإنتاج في نوفمبر 2010.
في نوفمبر 2011، تم نقل التصوير من بروكن هيل إلى ناميبيا، بعد هطول أمطار غزيرة غير متوقعة تسببت في نمو الزهور البرية في الصحراء، وهو أمر غير مناسب لمظهر الفيلم. وشملت المواقع المحتملة الأخرى التي تم اكتشافها صحراء أتاكاما في تشيلي، وشط الجريد في تونس وأذربيجان.
في مقابلة في يوليو 2014 في سان دييغو كومك كون إنترناشونال، قال ميلر إنه صمم الفيلم في شكل مخطط قصة قبل كتابة السيناريو، وقام بالعمل مع خمسة فنانين متخصصين في القصص المصورة. تم إنتاج حوالي 3500 لوحة، وهو نفس عدد اللقطات تقريبًا كما في الفيلم النهائي. لقد أراد للفيلم أن يكون مطاردة متواصلة تقريبًا، مع القليل من الحوار نسبيًا، وأن تكون المرئيات في المقام الأول.

### التصوير الرئيسي
بدأ التصوير الرئيسي في يوليو 2012 في ناميبيا، مع تركيز الجزء الأكبر من أعمال التصوير في منتزه دروب الوطني. تم التصوير أيضًا في استوديوهات كيب تاون السينمائية في مدينة كيب تاون بجنوب إفريقيا. ذكرت صحيفة هوليوود ريبورتر أن شركة وارنر براذرز أرسلت مسؤولاً تنفيذياً لإبقاء الإنتاج على المسار الصحيح. اختُتِم الفيلم في 8 ديسمبر 2012، دون تصوير أي من المشاهد الافتتاحية أو الختامية في القلعة. في فبراير 2013، اتهمت مسودة مسربة من مشروع الحفاظ على الساحل الناميبي وإدارته المنتجين بإتلاف أجزاء من صحراء ناميب، مما يعرض عددًا من الأنواع النباتية والحيوانية للخطر. وقالت لجنة ناميبيا للأفلام إنه ليس لديها أي «تحفظات» بعد زيارة الموقع أثناء الإنتاج. وطعنت في المزاعم التي تناقلتها وسائل الإعلام ووصفت الاتهامات بأنها «خطاب ظالم». في سبتمبر 2013، أُعلن أن الفيلم سيخضع لإعادة تصوير (خصيصًا من أجل المشاهد الافتتاحية والختامية في القلعة): بدأ العمل في 22 نوفمبر 2013 في بوتس هيل وبنريث ليكس في غرب سيدني، واختُتِم في ديسمبر 2013 في استوديوهات فوكس بأستراليا.
قال ميلر إنه لا يشعر أنه كان عليه أن يتفوق على نفسه من حيث تصميم الإنتاج مقارنة بالأفلام السابقة في المسلسل. بدلاً من ذلك، أراد أن يعود تصميم الإنتاج إلى الأفلام السابقة ويعكس التغييرات التي حدثت في الثلاثين عامًا الماضية. قال كولين جيبسون، مصمم الإنتاج، إنهم طوروا تاريخًا متسقًا داخليًا لشرح مظهر الفيلم وتبرير استخدامه للقضبان الساخنة. صمم جيبسون سيارات الفيلم، وكلها تعمل في أفضل صورة. بدأ بناء بعض المركبات في وقت مبكر من عام 2003. حيث تم بناء 150 مركبة مع بقاء 88 فقط على قيد الحياة حتى نهاية التصوير. تلك التي لم تدم صُنعت خصيصًا ليتم تدميرها، وبعضها مصمم للانقسام إلى النصف. تم صنع منصة الحرب، السيارة الأبرز في الفيلم، من خلال الجمع بين تاترا 815 وشيفروليه فليت ماستر ودمج فولكس فاجن بيتل من أجل الهيكل، بالإضافة إلى تعديلات أخرى. تم تصميم السيارات لإظهار التفاصيل للعالم، بما في ذلك شعور الشخصيات بالذنب والخسارة ومحاولاتهم لإعادة تدوير بقايا الحضارة. تعمل كل من دووف واغون وغيتار دووف واريور بكامل طاقتها — ولم يتم عرض أي من مشاهد منشأة بالحاسوب.
ألغى المصور السينمائي جون سيل التقاعد خصيصًا ليصور ماد ماكس فيوري رود. وقد حل محل دين سيملر، المصور السينمائي للفيلمين السابقين، بعد مغادرة سيملر. قام سيل بتجهيز طاقم الكاميرا بستة اري اليكسا وأربعة اليكسا مس، بالإضافة إلى عدد من كانون 5 دي وأولمبيس بن 5 التي تم استخدامها ككاميرات تصادم لتسلسل الحركة. كانت هذه هي المرة الأولى التي يصور فيها سيل بالكاميرات الرقمية نظرًا للطبيعة السريعة المطلوبة لإجراء التعديلات، طلب ميلر من سيل إبقاء تركيز اللقطة في المنتصف لكل مشهد، مما يسمح للجمهور بالتوجه سريعًا نحوها.
في يوليو 2014، وصف المخرج جورج ميلر الفيلم بأنه «قصة رمزية بسيطة للغاية، تقريبًا غربي على عجلات». قال ميلر إن 90٪ من التأثيرات كانت عملية. كان مدير الوحدة الثانية ومنسق الحركات المشرف جاي نوريس مسؤولاً عن أكثر من 150 فنان حيلة، من بينهم فناني أداء سيرك دو سوليه. دعا ميلر الكاتبة المسرحية إيف إنسلر للعمل كمستشار للفيلم. نظرًا لإعجابها بعمق النص وما رأت أنه مواضيع نسوية، أمضت إنسلر أسبوعًا في ناميبيا، حيث تحدثت إلى الممثلين حول قضايا العنف ضد المرأة.
لم تكن عملية التصوير خالية من التوترات: لم ينسجم هاردي وثيرون وميلر دائمًا، وتفاقم التوتر بسبب العزلة وظروف التصوير القاسية والطقس العرضي الذي أدى إلى توقف الإنتاج. شرح هاردي لاحقًا أنه واجه صعوبة في فهم رؤية ميلر، الأمر الذي أحبطه؛ ومع ذلك، بمجرد رؤية المُنْتَج النهائي، بدأ مؤتمره الصحفي في كان باعتذار مطول لميلر، واصفا إياه بأنه «رائع». كما أصر هو وثيرون على أن خلافاتهما قد تم حلها.

### مرحلة ما بعد الإنتاج
يحتوي ماد ماكس: فيوري رود على 2000 لقطة استُخْدِمت فيها المؤثرات البصرية. كانت يورا هي شركة المؤثرات الرئيسية، التي قدمت أكثر من 1500 لقطة للفيلم. من بين استوديوهات المؤثرات المرئية الإضافية التي عملت على الفيلم: برايف نيو وورد، ميثود ستوديوز، فور دي ماكس وذا ثيرد فلور. قام ميلر بتسليم مهمة تحرير الفيلم إلى زوجته، مارجريت سيكسيل، حيث شعر أنها يمكن أن تقدم لماد ماكس: فيوري رود ما يجعله مميزًا عن كل أفلام الحركة الأخرى. كان لدى سيكسيل 480 ساعة من اللقطات لتحريرها؛  وقد استغرقت ثلاثة أشهرلمشاهدتها كلها. يحتوي الفيلم على حوالي 2700 عملية قطع من طوله الكلي، وهو ما يعادل 22.5 عملية قطع في الدقيقة مقارنةً بقطع ماكس المجنون 2: محارب الطريق البالغ 1200 من وقت تشغيله البالغ 90 دقيقة، أي ما يعادل 13.33 عملية قطع في الدقيقة. تم التلاعب أيضًا بمعدل الأطر في العديد من اللقطات بشكل مكثف ". وقد لاحظت صحيفة واشنطن بوست لاحقًا أن معدل الإطارات المتغير أعطى الفيلم مظهرًا " كرتونيًا متشنجًا". تضمنت أعمال التأثيرات الواسعة تغيير الإضاءة والوقت، وتأثيرات الطقس، واستبدال التضاريس وتكوين اللوحة.
صرح مصمم الصوت مارك مانجيني أنه ينظر إلى وار ديغ على أنه إشارة رمزية لموبي ديك، على هذا النحو، تم دمج أصوات الشاحنات الميكانيكية مع أصوات الحيتان لتوفير الصوت المميز لشاحنات ماد ماكس. عندما تم ثقب الخزان بالحِراب ورش الحليب، تم استخدام صوت ثقوب نفخ الحيتان. من أجل التدمير النهائي لجهاز وار ديغ، تم إبطاء أصوات هدير الدب المستخدمة لترمز إلى موت الشاحنة والتي كانت تُعْتَبر كائنًا حيًا.

### الموسيقى التصويرية
كتب الملحن الهولندي توم هولكينبورج الملقب جونكي إكس النوتة الموسيقية لماد ماكس: فيوري رود. قبل مشاركة توم، تم استدعاء كل من هانز زيمر، جون باول وماركو بلترامي في أوقات منفصلة لتسجيل أغنية الفيلم. تم إصدار الألبوم الصوتي للفيلم بواسطة شركة واتر تاور ميوزيك في 12 مايو 2015.

## الموضوعات والتحليل

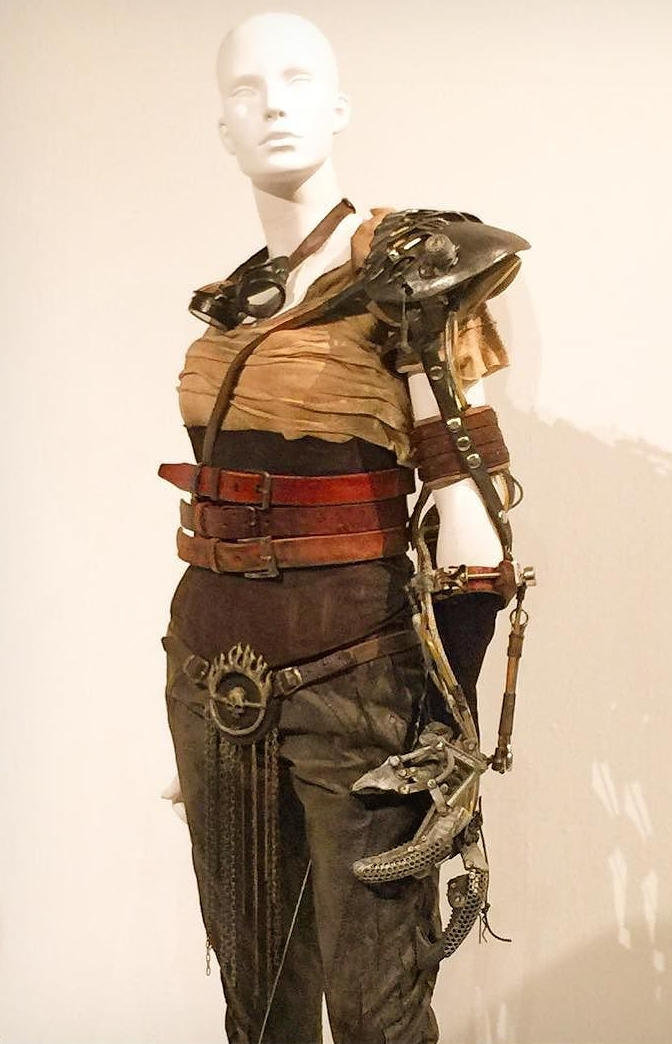
الزيّ الذي ارتدته تشارليز ثيرون في فيلم "ماد ماكس: طريق الغضب" (Mad Max: Fury Road)، والمعروض في معرض الدورة الرابعة والعشرين من فعالية "فن تصميم أزياء الأفلام السينمائية"

### الحرية والنجاة
الموضوع الأساسي لـ ماد ماكس: فيوري رود هو البقاء والاحتفاظ بالبشرية في مواجهة الأحداث المروعة. يتضح موضوع الإنسانية من خلال ماكس، يتم إهانة ماكس بداية الفيلم بطريقة وحشية، ويتم إعادة كرامته السابقة من خلال الشراكة مع فيوريسا. كهدف أساسي لماكس، تم نقل موضوع البقاء على قيد الحياة في الأجزاء السابقة من السلسلة؛ إذ تسلط الضوء أيضًا على قضايا مثل الانهيار البيئي والانحلال الأخلاقي، يوضح ميلر أن «البقاء على قيد الحياة هو المفتاح»، «أعتقد أن هذا هو السبب الذي جعل أفلام الغرب الأمريكي عنصرًا أساسيًا في الجزء الأكبر من السينما الأمريكية لمدة قرن.»

### النسوية
النسوية هي موضوع آخر يتم إيضاحه. تشارليز ثيرون بدور فوريوسا هي «مركز درامي للفيلم». طوال الفيلم، تُظهر شخصيتها بشخصية البطل الملتزم بمهمة الإنقاذ. كتبت سارة ستيوارت من IndieWire: «في النهاية، يضع الفيلم... بداية النظام الأمي كترياق للقبائل البربرية الشبيهة بالحرب التي جاءت من قبل». هذه العناصر تقارن هذا الفيلم بالبطولية المتمركزة حول الذكور في سلسلة أفلام ماد ماكس السابقة.
تحدث مانداليتا دي باركو من NPR عن شخصية تشارليز ثيرون، «تمتلك فيوريسا رأسًا حليقًا وزيًا جلديًا شرسًا. وبذراعها الميكانيكي تم تجهيزها من الأدوات التي تقوم بإنقاذها، امتلكت فيوريسا قوة في التصويب مما مكنها بالتعامل مع حرب مكونة من 18 عجلة أسلحة عبر الصحراء»؛ هي «محاربة الطريق»؛ فإن فيوريسا طوال الفيلم «شخصية تساوي تمامًا شخصية ماكس».
قال كايل سميث من نيويورك بوست أن شخصية العنوان، ماد ماكس، "في الواقع شخصية ثانوية" في فيلم لا يدور حول ماكس روكاتانسكي، الفيلم في الواقع يدور حول "ثورة نسوية بقيادة "فوريوسا" ضد "إيمورتان جو".

### مواضيع أخرى
تضمنت الموضوعات الأخرى التي أشار إليها النقاد هي الثأر، والتضامن، والوطن، والفداء. في استعراض لـ ماد ماكس فيوري رود، كتب الناقد السينمائي أنتوني سكوت: «إن موضوعات الانتقام والتضامن، والمساحات الواسعة المفتوحة والحركة السريعة على مستوى الأرض، كل هذا يميز الفيلم كنوع غربي، ويشيد صانعو الأفلام بأساتذة مخرجين من هذا النوع مثل جون فورد وبود بوتيتشر، وليس آخراً، تشاك جونز، والذي تمثل رسوماته الكرتونية رود رنر نماذج للإبداع.» على غرار أفلام ماد ماكس السابقة، اعتُبر المنزل موضوعًا مركزيًا في ماد ماكس: فيوري رود حيث يهيمن على دوافع ماكس وفيوريسا والزوجات الخمس منازلهم: (ماكس: تم تدمير منزله، وفيوريسا: تم نقلها من منزلها، والزوجات: يبحثن عن منزل جديد لتربية أطفالهن). وحدة هذه الشخصيات تركز أيضًا على اهتمام الأسرة، وهو موضوع مشترك في أفلام ميلر.

## الاستقبال

### شباك التذاكر
من ناحية العرض في المسارح، نال الفيلم نجاحًا متوسطًا. عند مقارنة إجمالي الإنتاج المسرحي النهائي بميزانيته البالغة 200 مليون دولار (بما في ذلك تكاليف الإنتاج والتسويق والتوزيع)، يعتبر نجاحه متوسطًا، قارنت فوربس أرقام شباك التذاكر للفيلم بحافة الغد، واصفة إياه بأنه «مكلف للغاية، ولكن ليس قنبلة» حسبت هوليوود ريبورتر الخسارة التي تكبدها الفيلم بحوالي 20-40 مليون دولار. وفقًا لمجلة فوربس، كان أحد أسباب ظهور الفيلم أقل نجاحًا مما كان متوقعًا هو إلغاء إطلاقه في الصين، حيث كان من الممكن أن يساعد النجاح هناك الفيلم في تجاوز 400 مليون دولار على الأقل. بلغ إجمالي أرباحه 153.6 مليون دولار في أمريكا الشمالية و224.8 مليون دولار في أقاليم أخرى ليصبح المجموع العالمي 374.7 مليون دولار. حقق إجمالي إيرادات في عطلة نهاية الأسبوع الافتتاحي في جميع أنحاء العالم 109 مليون دولار، واستمر حتى ظل ثاني أعلى فيلم من إنتاج وارنر برذرز في عام 2015 (خلف سان أندرياس)، والفيلم التاسع عشر الأعلى ربحًا لعام 2015 في جميع أنحاء العالم بشكل عام.
في الولايات المتحدة وكندا، افتتح ماد ماكس بالتزامن مع طبقة الصوت المثالية 2. تم افتتاحه يوم الجمعة، 15 مايو 2015، عبر 3,702 مسرح، وحقق 16.77 مليون دولار في يوم افتتاحه. وشمل ذلك 3.7 مليون دولار من عرض ليلة الخميس في 3,000 مسارح. في عطلة نهاية الأسبوع الافتتاحي، حقق الفيلم 45.4 مليون دولار، واحتل المركز الثاني في شباك التذاكر خلف طبقة الصوت المثالية 2 (69.2 مليون دولار). تم إصدار ماد ماكس: فيوري رود في مايو 2015 وانتهت مسيرته المسرحية في 24 سبتمبر 2015. على عكس الفائزين السبعة الآخرين بترشيحات جائزة الأوسكار لعام 2015، لم يحصل فيوري رود على أي إيرادات من شباك التذاكر بعد الإعلان عن ترشحه في يناير 2016.
خارج أمريكا الشمالية، افتتح في 14 مايو على 12,000 شاشة في 48 دولة، وكسب 10.4 مليون دولار. تم افتتاحه في 20 دولة أخرى في 15 مايو، وكسب 14.2 مليون دولار من 16,700 شاشة في 68 دولة، بإجمالي 24.6 مليون دولار لمدة يومين. خلال يوم الأحد، 17 مايو، بلغ إجمالي شباك التذاكر 65 مليون دولار من أكثر من 9.1 مليون تذكرة على ما يقرب من 16,900 شاشة في 68 دولة، حيث ظهر لأول مرة في المركز الثاني خلف المنتقمون: عصر ألترون. احتل المرتبة الأولى في 40 دولة. تم تسجيل أعلى افتتاحات في المملكة المتحدة (7 ملايين دولار)، وكوريا الجنوبية (6.6 مليون دولار)، وفرنسا (6.1 مليون دولار)، وروسيا ورابطة الدول المستقلة (6 ملايين دولار)، وأستراليا (4.9 مليون دولار). تم افتتاحه في آخر سوق له في اليابان في 20 يونيو، وحقق 2.2 مليون دولار من 175,000 تذكرة في عطلة نهاية الأسبوع الافتتاحية لأول مرة في المرتبة الثانية بعد الفيلم المحلي لاف لايف! ذا سكول آيدول موفي. في إجمالي الأرباح، فإن أكبر ثلاثة أسواق خارج الولايات المتحدة وكندا هي كوريا الجنوبية (29.7 مليون دولار)، تليها المملكة المتحدة (26.9 مليون دولار)، وفرنسا (18.1 مليون دولار).

### رؤى نقدية
تلقى ماكس المجنون: طريق الغضب مراجعات إيجابية جداً من قبل النقاد. الفيلم حاصل على تقييم 98% على موقع «روتن توميتوز»، بناءً على 198 مراجعة، مع متوسط تقييم 8.8/10. الأجماع النقدي في الموقع نص على: «مع مشاهد حركة منعشة وكمية مدهشة من الثقل السردي، ماكس المجنون: طريق الغضب يرجع سلسلة جورج ميلر إلى الحياة بنشاط عاصف.» ميتاكريتيك أعطى الفيلم 89 من 100 بناءً على 42 مراجعة نقدية.

### جوائز

#### جائزة أفضل فيلم لعام 2015
اختار المجلس الوطني الأميركي للنقد، عام 2015 1 ديسمبر المصادف يوم الثلاثاء فيلم الاثارة والمغامرة «ماد ماكس: طريق الغضب» أفضل فيلم لعام 2015 الذي سيقدم الجوائز خلال حفل سيقام في نيويورك بتاريخ 5 يناير ودخل الفلم بهذا قائمة أفضل تسع افلام لعام ب2015.

## وصلات خارجية
- الموقع الرسمي
- ماد ماكس: فيوري رود على موقع IMDb (الإنجليزية)
- ماد ماكس: فيوري رود على موقع ميتاكريتيك (الإنجليزية)
- ماد ماكس: فيوري رود على موقع الموسوعة البريطانية (الإنجليزية)
- ماد ماكس: فيوري رود على موقع روتن توميتوز (الإنجليزية)
- ماد ماكس: فيوري رود على موقع نتفليكس (الإنجليزية)
- ماد ماكس: فيوري رود على موقع قاعدة بيانات الأفلام العربية
- ماد ماكس: فيوري رود على موقع ألو سيني (الفرنسية)
- ماد ماكس: فيوري رود على موقع Turner Classic Movies (الإنجليزية)
- ماد ماكس: فيوري رود على موقع أول موفي (الإنجليزية)
- ماد ماكس: فيوري رود على موقع بوكس أوفيس موجو (الإنجليزية)